# Carl Heinrich Oscar Fielitz

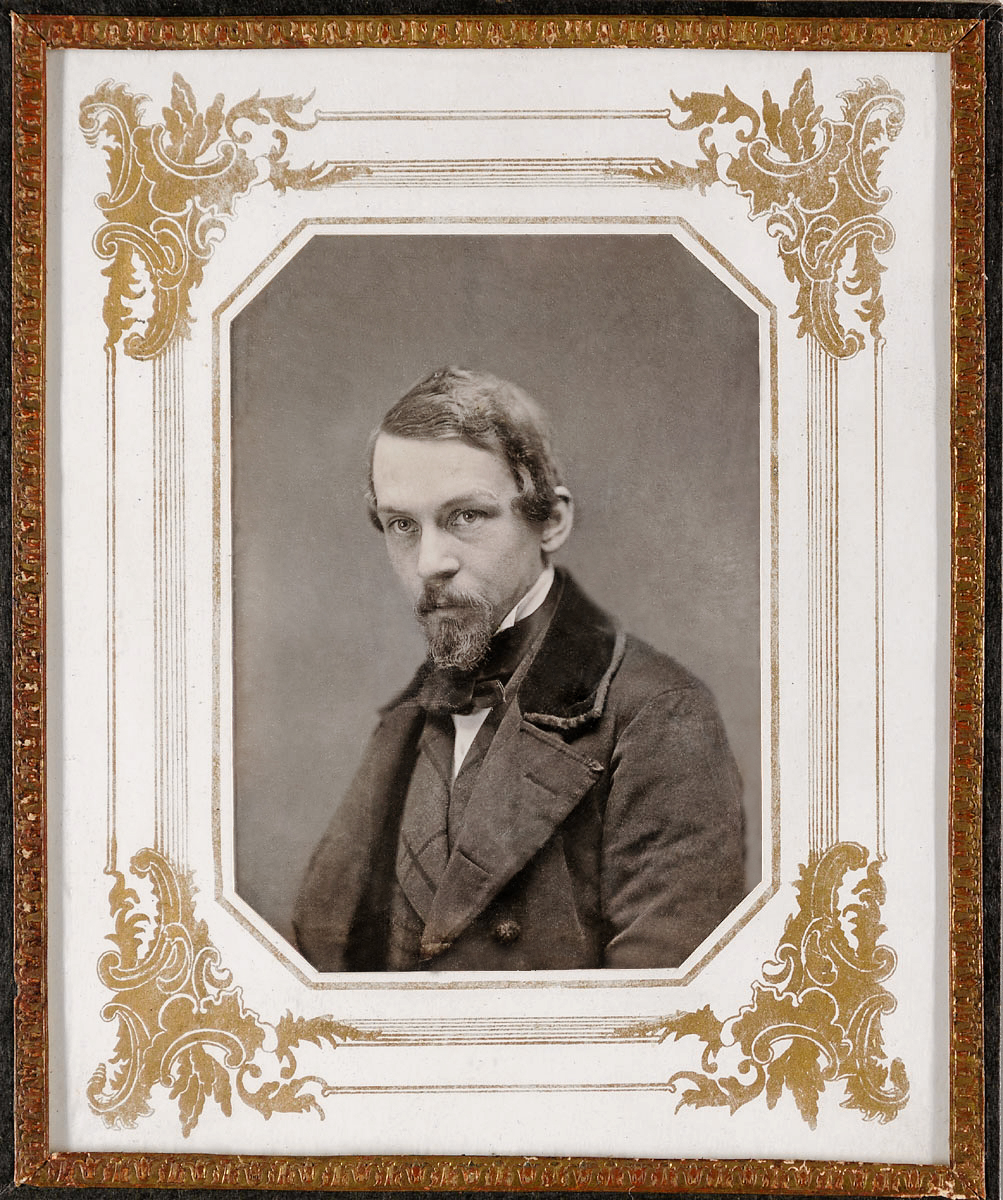
H. Oscar Fielitz, um 1858 fotografiert von Carl Ferdinand Stelzner

Carl Heinrich Oscar Fielitz, oft als H. Oscar Fielitz bezeichnet (* 9. April 1824; † 28. Mai 1859 in Braunschweig), war ein Daguerreotypist aus der Frühzeit der Fotografie. Einige seiner Porträtfotografien sind erhalten.

## Leben und Werk
H. Oscar Fielitz stammte aus einer Familie von Medizinern. Er war der Sohn des im Juli 1839 von Halberstadt nach Braunschweig übersiedelten Homöopathie-Arztes Heinrich August Fielitz und dessen Ehefrau Charlotte Therese, geb. Elstner (* 10. März 1796; † 12. Juni 1866 in Braunschweig). Sein Vater arbeitete in der Stadt als Hofmedikus. Eigentlich sollte Oscar Fielitz, wie sein Vater, Großvater, Ur- und Ururgroßvater, Arzt werden. Der Sohn interessierte sich jedoch mehr für Bergwissenschaften und Chemie. Er studierte deshalb diese Fächer an den Universitäten Göttingen und Berlin. Über die Chemie kam er zur relativ neuen Technik der Daguerreotypie, die seine Leidenschaft wurde. Um 1850 reiste H. Oscar Fielitz in die Vereinigten Staaten, wo er sich fünf Jahre aufhielt und offenbar seine Kenntnisse und Fähigkeiten bei Fotografen wie Jeremiah Gurney (1812–1895), Marcus Aurelius Root (1808–1888) und Alexander Hesler (1823–1895) vergrößerte und verfeinerte.
Nach seiner Rückkehr aus den USA eröffnete Fielitz in Braunschweig am Martinikirchhof ein „Amerikanisches Daguerreotyp-Atelier“ und führte das Verfahren der „Hohen Politur“ ein, das er in den USA kennengelernt hatte. Neben Fielitz waren weitere bekannte „Photographen“ zu dieser Zeit in Braunschweig der Hofmaler Christian Tunica, Christoph Friedrich Johann Schulz und W. Neumann. Für die Qualität seiner Daguerreotypien, die nach dem Urteil der Jury „in jeder Beziehung makellos“ und „das Beste der Art auf der Ausstellung“ seien, wurde Fielitz bei der Ersten Allgemeinen Deutschen Industrieausstellung 1854 in München eine Ehrenmedaille in der Gruppe XII, Leistungen der bildenden Künste, verliehen.
1857, in jenem Jahr verzeichnete das Braunschweigische Adreßbuch zehn in der Stadt ansässige Daguerreotypisten, gab Fielitz im Photographischen Journal eine Anzeige auf, in der er eine Stelle als „Compagnon“ eines renommierten Ateliers suchte. Auf die Anzeige hatte sich zunächst der in Hamburg arbeitende Fotograf Heinrich Friedrich Plate auf dem Alten Jungfernstieg 6 gemeldet. Fielitz leitete für eine kurze Zeit dessen Atelier in der Hansestadt. Am 15. Mai 1858 informierte der ebenfalls in Hamburg tätige und durch die Arbeit mit den giftigen Substanzen seines Metiers seit 1854 erblindete Carl Ferdinand Stelzner seine Kundschaft per Anzeige in den Hamburger Nachrichten, dass H. Oscar Fielitz nunmehr sein Atelier leite. Fielitz’ Arbeit fand binnen kurzem große Anerkennung. Wahrscheinlich plante Fielitz, sich in Hamburg zu verheiraten und sich selbständig zu machen. So hatte er noch am 1. Mai 1859 – 27 Tage vor seinem Tod – bei Leopold Cohen in der Poststraße 5 ein Atelier für drei Jahre gemietet.
Bereits am 11. Mai 1859, nicht ganz ein Jahr nachdem er die Leitung von Stelzners Atelier übernommen hatte, musste Fielitz Hamburg aus gesundheitlichen Gründen jedoch wieder verlassen und kehrte todkrank nach Braunschweig zurück. Dort starb er nur wenige Tage später, am 28. Mai, und wie sein Vater konstatierte „unter schwersten Leiden“ an einem „Gehirnödem“, verursacht durch den Umgang mit den giftigen Substanzen der Daguerreotypisten.